# 裴茂
裴 茂（はい ぼう）は、中国後漢末期の武将・政治家。字は巨光。本貫は司隸河東郡聞喜県。

## 生涯
父の裴曄は并州刺史・度遼将軍を務めた。『三国志』裴潜伝の注に引く『魏略』によると、裴茂は霊帝の時代に出仕し、県令・太守・尚書を歴任した。また『晋書』裴秀伝によると、官位は尚書令にまで昇った。
初平4年（193年）、侍御史の官にあり、献帝の命を受けて、獄に繋がれている者二百余人を釈放した。その中には李傕によって獄に囚われた者もあり、李傕はこれを恐れ、裴茂が勝手に囚人を釈放しているから逮捕したいと訴えた。しかし献帝はこの訴えに従わなかった。
建安3年（198年）、謁者僕射の官にあり、段煨ら関中の諸将を率いて李傕を討伐。三族を皆殺しとした。その功により陽吉平侯に封じられた。
建安19年（214年）、裴茂は左中郎将・楊宣亭侯の官爵にあった。献帝の勅使として、魏公の曹操に金璽・赤紱・遠遊冠を授けた。
その後の裴茂の動向は不明だが、『三国志』裴潜伝では、子の裴潜が裴茂の死去によって喪に服したことが魏の時代、曹叡即位以降の出来事として記述される。

## 息子
『山西通志』に息子5人の名と事績が記述される。
- 裴潜 - 魏の光禄大夫・清陽亭侯。母の身分が低く、また裴潜自身も細かな行儀を守らぬ性格で、裴茂からは軽んじられた[2]。
- 裴儁 - 十余歳の時、蜀中長史に赴任する姉婿を送っていったが、戦乱に巻き込まれ帰郷できなくなる。のち蜀漢の光禄勲[8]。
- 裴綰 - 尚書令。中眷裴氏の祖。
- 裴輯 - 後漢献帝期に工部尚書となる。東眷裴氏の祖。
- 裴徽 - 魏の冀州刺史・蘭陵武公。西眷裴氏の祖[3]。